# Gyrodontium
Gyrodontium is een geslacht van schimmels behorend tot de familie Coniophoraceae.

## Soorten
Volgens Index Fungorum bevat het geslacht twee soorten (peildatum oktober 2023):
| Soortnaam              | Auteur(s)                                | Publicatiejaar |
| ---------------------- | ---------------------------------------- | -------------- |
| Gyrodontium arizonicum | (Ginns) Zmitr., Kalinovskaya & Myasnikov | 2019           |
| Gyrodontium sacchari   | (Spreng.) Hjortstam                      | 1995           |